# أوغدن هوفمان، الابن
أوغدن هوفمان، الابن (بالإنجليزية: Ogden Hoffman, Jr.) (و. 1822 – 1891 م) هو محام، وقاض من الولايات المتحدة الأمريكية .

## التعليم
تعلم في جامعة كولومبيا، وكلية هارفارد للحقوق.